# Lee Keun-ho
Pour les articles homonymes, voir Lee.
Dans ce nom coréen, le nom de famille, Lee, précède le nom personnel.
Lee Keun-ho (en coréen 이근호) est un footballeur sud-coréen né à Incheon le 11 avril 1985.

## Biographie
Après avoir effectué sa scolarité au collège puis au lycée de Bupyeong, Lee Keun-ho décide de se lancer dans la voie du football professionnel. Il participe ainsi sans jouer au Championnat du monde des moins de 20 ans avec la sélection sud-coréenne en 2005 à sa sortie de l'école.
Cette prestation lui permet en 2005 d'intégrer son premier club professionnel : Incheon United, une formation récente évoluant depuis 2004 en K-League. Très peu utilisé par son entraîneur, il rejoint le club de Daegu FC avec lequel il fait ses débuts le 3 mars 2007, lors du match d'ouverture de la saison de K-League face au FC Seoul. Sous la protection de son entraîneur Byun Byung-ju, le jeune Keun-ho ne cesse de progresser au fil des rencontres et frappe les esprits lorsqu'en signant un doublé il permet à son équipe alors menée deux à zéro d'arracher le match nul à Chunnam.
Aussi bien passeur inventif que buteur et joueur de tête, Lee Keun-ho devient rapidement l'un des joueurs les plus séduisants du championnat sud-coréen.
Pim Verbeek l'intègre à la sélection olympique de Corée du Sud pour disputer les matchs de qualification pour les Jeux de Pékin. Il participe à toutes les rencontres internationales de la sélection olympique et inscrit un doublé le 6 juin contre les Émirats arabes unis.
Ses prestations avec les moins de 23 ans lui valent d'être sélectionné pour participer à la Coupe d'Asie 2007 en Indonésie. Il connaît un début idyllique chez les A le 29 juin en marquant quelques minutes après son entrée en jeu contre l'Irak.
Toutefois, il ne semble pas être au premier plan de la tactique mise en place par Pim Verbeek pendant la Coupe d'Asie et doit se contenter d'entrer en cours de jeu lors de la finale pour la troisième place face au Japon.
Avec la qualification de l'équipe olympique pour les Jeux de Pékin, Lee Keun-ho a été l'un des joueurs clés du secteur offensif de Park Sung-hwa, l'entraîneur de la sélection. Cependant, la Corée du Sud est éliminée dès la phase de poules.
Lee Keun-ho n'en devient pas moins l'un des tout meilleurs buteurs sud-coréen en activité avec la sélection première sud-coréenne.
En décembre 2008, le contrat avec son club s'achève, et il fait plusieurs essais en Europe début 2009, dont le Paris Saint-Germain et Wigan. Malgré des rumeurs l'envoyant en Angleterre chez les Blackburn Rovers, il s'engage en avril 2009 avec le club japonais Júbilo Iwata jusqu'en janvier 2010.
Le 19 juin 2009, son club annonce son départ, et le joueur fait ses adieux aux supporters le 27 juin lors de la 15e journée du championnat japonais 2009,. Il réintègre finalement le groupe professionnel de Júbilo Iwata le 20 juillet, et prolonge son contrat jusqu'en juillet 2010,. Le 30 juin 2010, il signe au Gamba Ōsaka.
Lee Keun-Ho remporte le titre de MVP lors des AFC Awards 2012.

## Palmarès

### En club
| - Gamba Osaka - Championnat du Japon - Finaliste : 2010. |  | - Ulsan Hyundai FC - Ligue des champions de l'AFC - Vainqueur : 2012. |

### En sélection
- Corée du Sud
  - Coupe d'Asie de l'Est
    - Vainqueur : 2008.

### Distinctions personnelles
- Dans l'équipe type du championnat de Corée du Sud en 2007, 2008 et 2012.
- Meilleur joueur de la Ligue des champions de l'AFC 2012.
- Footballeur asiatique de l'année 2012.

## Statistiques
| Saison                | Club                  | Championnat           | Championnat | Championnat | Coupe nationale | Coupe nationale | Coupe de la Ligue | Coupe de la Ligue | Compétition(s) continentale(s) | Compétition(s) continentale(s) | Compétition(s) continentale(s) | Coupe du monde des clubs de la FIFA | Coupe du monde des clubs de la FIFA | Sélection                           | Sélection | Sélection | Total | Total |
| Saison                | Club                  | Division              | M.          | B.          | M.              | B.              | M.                | B.                | Comp.                          | M.                             | B.                             | M.                                  | B.                                  | Équipe                              | M.        | B.        | M.    | B.    |
| 2006                  | Incheon United FC     | 1                     | 2           | 0           | -               | -               | -                 | -                 | -                              | -                              | -                              | -                                   | -                                   | -                                   | -         | -         | 2     | 0     |
| 2007                  | Daegu FC              | 1                     | 20          | 8           | -               | -               | -                 | -                 | -                              | -                              | -                              | -                                   | -                                   | Corée du Sud                        | 3         | 1         | 23    | 9     |
| 2008                  | Daegu FC              | 1                     | 26          | 11          | -               | -               | -                 | -                 | -                              | -                              | -                              | -                                   | -                                   | Corée du Sud Corée du Sud olympique | 11 3      | 5 0       | 40    | 16    |
| 2009                  | Júbilo Iwata          | 1                     | 24          | 12          | -               | -               | 1                 | 0                 | -                              | -                              | -                              | -                                   | -                                   | Corée du Sud                        | 14        | 2         | 39    | 14    |
| 2010                  | Júbilo Iwata          | 1                     | 12          | 1           | -               | -               | 4                 | 1                 | -                              | -                              | -                              | -                                   | -                                   | Corée du Sud                        | 5         | 0         | 21    | 2     |
| 2010                  | Gamba Osaka           | 1                     | 20          | 4           | 5               | 1               | -                 | -                 | -                              | -                              | -                              | -                                   | -                                   | -                                   | -         | -         | 25    | 5     |
| 2011                  | Gamba Osaka           | 1                     | 32          | 15          | 1               | 0               | -                 | -                 | C1                             | 7                              | 2                              | -                                   | -                                   | Corée du Sud                        | 8         | 2         | 48    | 19    |
| 2012                  | Ulsan Hyundai FC      | 1                     | 33          | 8           | 2               | 1               | -                 | -                 | C1                             | 12                             | 4                              | 1                                   | 1                                   | Corée du Sud                        | 8         | 5         | 56    | 19    |
| 2013                  | Ulsan Hyundai FC      | 1                     | -           | -           | -               | -               | -                 | -                 | -                              | -                              | -                              | -                                   | -                                   | Corée du Sud                        | 1         | 1         | 1     | 1     |
| Total sur la carrière | Total sur la carrière | Total sur la carrière | 169         | 59          | 8               | 2               | 5                 | 1                 | -                              | 19                             | 6                              | 1                                   | 1                                   | -                                   | 53        | 16        | 255   | 85    |